# ラハチョウ
ラハチョウ（ベラルーシ語: Рагачоў）はベラルーシ・ホメリ州の市である。ロガチョフ（ロシア語: Рогачёв）とも呼ばれる。
ラハチョウ地区(ru)の行政中心地であり、市の人口は2013年の時点で34476人。市はドニエプル川にドルツィ川が合流する地点にある。

## 歴史

### 中世
年代記上の最初の言及は『イパーチー年代記』の1142年の項であり、キエフ大公フセヴォロドによって、キエフ公国領に組み込まれたことが記されている。その後チェルニゴフ公国領、トゥーロフ公国領、ピンスク公国領へと所属は変遷し、13世紀末にはリトアニア大公国領となった。